# 8 Hours of Bahrain 2024

Tor Bahrain International Circuit

8 Hours of Bahrain 2024 (Bapco Energies 8 Hours of Bahrain 2024) – długodystansowy wyścig samochodowy, który odbył się 2 listopada 2024 roku na torze Bahrain International Circuit jako ostatnia runda sezonu 2024 serii FIA World Endurance Championship.

## Uczestnicy
Lista startowa została opublikowana 17 października i zawierała 36 zgłoszeń w dwóch kategoriach – po 18 w Hypercar i LMGT3.
Sébastien Bourdais dołączył do duetu Alex Lynn–Earl Bamber w załodze #2 Cadillac Racing. Charles Milesi przeszedł do załogi #36 Alpine Endurance Team z powodu przejścia Nicolasa Lapierre`a na emeryturę. Jego miejsce w załodze #35 zajął Jules Gounon. Conrad Laursen zastąpił Clemensa Schmida w obsadzie auta #78 Akkodis ASP Team. Giorgio Roda powrócił do ścigania w załodze #88 Proton Competition, jego poprzednim występem w obsadzie tego auta był tegoroczny wyścig Le Mans. Giammarco Levorato zastąpił Mikkela Pedersena w załodze #88 Proton Competition. Franck Perera opuścił ten wyścig a jego miejsce w załodze #60 Iron Lynx zajął Matteo Cairoli.

## Harmonogram
| Dzień                     | Godzina | Sesja                                     | Długość  |
| ------------------------- | ------- | ----------------------------------------- | -------- |
| Czwartek, 31 października | 12:15   | Pierwsza sesja treningowa                 | 90 minut |
| Czwartek, 31 października | 17:30   | Druga sesja treningowa                    | 90 minut |
| Piątek, 1 listopada       | 12:00   | Trzecia sesja treningowa                  | 60 minut |
| Piątek, 1 listopada       | 16:00   | Sesja kwalifikacyjna – LMGT3              | 12 minut |
| Piątek, 1 listopada       | 16:20   | Sesja kwalifikacyjna Hyperpole – LMGT3    | 10 minut |
| Piątek, 1 listopada       | 16:40   | Sesja kwalifikacyjna – Hypercar           | 12 minut |
| Piątek, 1 listopada       | 17:00   | Sesja kwalifikacyjna Hyperpole – Hypercar | 10 minut |
| Sobota, 2 listopada       | 14:00   | Wyścig                                    | 8 godzin |
| Źródło                    |         |                                           |          |

## Sesje treningowe
| Klasa          | Zespół                    | Samochód                      | Czas           | Okr.           |
| Sesja pierwsza | Sesja pierwsza            | Sesja pierwsza                | Sesja pierwsza | Sesja pierwsza |
| -------------- | ------------------------- | ----------------------------- | -------------- | -------------- |
| Hypercar       | #94 Peugeot TotalEnergies | Peugeot 9X8                   | 1:50,837       | 36             |
| LMGT3          | #78 Akkodis ASP Team      | Lexus RC F LMGT3              | 2:02,079       | 35             |
| Sesja druga    |                           |                               |                |                |
| Hypercar       | #15 BMW M Team WRT        | BMW M Hybrid V8               | 1:48,257       | 42             |
| LMGT3          | #87 Akkodis ASP Team      | Lexus RC F LMGT3              | 2:02,246       | 38             |
| Sesja trzecia  |                           |                               |                |                |
| Hypercar       | #93 Peugeot TotalEnergies | Peugeot 9X8                   | 1:49,443       | 26             |
| LMGT3          | #92 Manthey PureRxcing    | Porsche 911 GT3 R LMGT3 (992) | 2:03,987       | 25             |

## Kwalifikacje
Pole position w każdej kategorii oznaczone jest pogrubieniem.
| Poz.   | Klasa    | Zespół                       | Kwalifikacje | Hyperpole | Poz. s. |
| ------ | -------- | ---------------------------- | ------------ | --------- | ------- |
| 1      | Hypercar | #8 Toyota Gazoo Racing       | 1:47,698     | 1:46,714  | 1       |
| 2      | Hypercar | #7 Toyota Gazoo Racing       | 1:47,498     | 1:47,037  | 2       |
| 3      | Hypercar | #51 Ferrari AF Corse         | 1:47,531     | 1:47,080  | 3       |
| 4      | Hypercar | #99 Proton Competition       | 1:48,101     | 1:47,234  | 4       |
| 5      | Hypercar | #50 Ferrari AF Corse         | 1:48,014     | 1:47,527  | 5       |
| 6      | Hypercar | #6 Porsche Penske Motorsport | 1:48,042     | 1:47,542  | 6       |
| 7      | Hypercar | #5 Porsche Penske Motorsport | 1:47,944     | 1:47,630  | 7       |
| 8      | Hypercar | #12 Hertz Team JOTA          | 1:47,857     | 1:47,950  | 8       |
| 9      | Hypercar | #15 BMW M Team WRT           | 1:47,741     | 1:47,970  | 9       |
| 10     | Hypercar | #20 BMW M Team WRT           | 1:47,550     | 1:54,564  | 10      |
| 11     | Hypercar | #38 Hertz Team JOTA          | 1:48,263     |           | 11      |
| 12     | Hypercar | #83 AF Corse                 | 1:48,282     | 13        |         |
| 13     | Hypercar | #2 Cadillac Racing           | 1:48,466     | 12        |         |
| 14     | Hypercar | #35 Alpine Endurance Team    | 1:48,534     | 14        |         |
| 15     | Hypercar | #94 Peugeot TotalEnergies    | 1:48,552     | 15        |         |
| 16     | Hypercar | #63 Lamborghini Iron Lynx    | 1:48,555     | 16        |         |
| 17     | Hypercar | #36 Alpine Endurance Team    | 1:48,796     | 17        |         |
| 18     | Hypercar | #93 Peugeot TotalEnergies    | —            | 18        |         |
| 19     | LMGT3    | #95 United Autosports        | 2:02,311     | 2:02,201  | 19      |
| 20     | LMGT3    | #59 United Autosports        | 2:02,714     | 2:02,203  | 20      |
| 21     | LMGT3    | #55 Vista AF Corse           | 2:02,458     | 2:02,367  | 21      |
| 22     | LMGT3    | #85 Iron Dames               | 2:02,591     | 2:02,636  | 22      |
| 23     | LMGT3    | #92 Manthey PureRxcing       | 2:03,202     | 2:02,720  | 23      |
| 24     | LMGT3    | #27 Heart Of Racing Team     | 2:03,140     | 2:02,949  | 24      |
| 25     | LMGT3    | #54 Vista AF Corse           | 2:02,679     | 2:03,033  | 25      |
| 26     | LMGT3    | #81 TF Sport                 | 2:03,272     | 2:03,125  | 26      |
| 27     | LMGT3    | #82 TF Sport                 | 2:02,959     | 2:03,176  | 27      |
| 28     | LMGT3    | #78 Akkodis ASP Team         | 2:03,641     | 2:03,269  | 28      |
| 29     | LMGT3    | #777 D'Station Racing        | 2:03,763     |           | 29      |
| 30     | LMGT3    | #31 Team WRT                 | 2:03,785     | 30        |         |
| 31     | LMGT3    | #46 Team WRT                 | 2:03,797     | 31        |         |
| 32     | LMGT3    | #91 Manthey EMA              | 2:03,975     | 32        |         |
| 33     | LMGT3    | #88 Proton Competition       | 2:04,315     | 33        |         |
| 34     | LMGT3    | #77 Proton Competition       | 2:04,606     | 34        |         |
| 35     | LMGT3    | #87 Akkodis ASP Team         | 2:04,772     | 35        |         |
| 36     | LMGT3    | #60 Iron Lynx                | 2:05,237     | 36        |         |
| Źródła |          |                              |              |           |         |

1. ↑  Załoga #83 AF Corse została przesunięta o jedno miejsce na starcie za przeszkadzanie #35 Alpine Endurance Team[12].
2. ↑  Załoga #93 Peugeot TotalEnergies utraciła czasy 4 okrążeń za przekroczenie limitu mocy[11].

## Wyścig

### Wyniki
Minimum do bycia sklasyfikowanym (70 procent dystansu pokonanego przez zwycięzców wyścigu) wyniosło 164 okrążenia. Zwycięzcy klas są oznaczeni pogrubieniem.
| Poz.          | Klasa                     | Zespół                                           | Kierowcy                                              | Samochód                       | Opony | Okr. | Czas/Strata   |
| ------------- | ------------------------- | ------------------------------------------------ | ----------------------------------------------------- | ------------------------------ | ----- | ---- | ------------- |
| 1             | Hypercar                  | #8 Toyota Gazoo Racing                           | Sébastien Buemi Brendon Hartley Ryō Hirakawa          | Toyota GR010 Hybrid            | M     | 235  | 8:01:25,839   |
| 2             | Hypercar                  | #5 Porsche Penske Motorsport                     | Matt Campbell Michael Christensen Frédéric Makowiecki | Porsche 963                    | M     | 235  | +29,177       |
| 3             | Hypercar                  | #93 Peugeot TotalEnergies                        | Mikkel Jensen Nico Müller Jean-Éric Vergne            | Peugeot 9X8                    | M     | 235  | +36,799       |
| 4             | Hypercar                  | #35 Alpine Endurance Team                        | Paul-Loup Chatin Ferdinand Habsburg Jules Gounon      | Alpine A424                    | M     | 235  | +37,404       |
| 5             | Hypercar                  | #15 BMW M Team WRT                               | Dries Vanthoor Raffaele Marciello Marco Wittmann      | BMW M Hybrid V8                | M     | 235  | +47,916       |
| 6             | Hypercar                  | #2 Cadillac Racing                               | Earl Bamber Alex Lynn Sébastien Bourdais              | Cadillac V-Series.R            | M     | 235  | +55,841       |
| 7             | Hypercar                  | #38 Hertz Team JOTA                              | Jenson Button Philip Hanson Oliver Rasmussen          | Porsche 963                    | M     | 235  | +1:00,834     |
| 8             | Hypercar                  | #83 AF Corse                                     | Robert Kubica Robert Szwarcman Yifei Ye               | Ferrari 499P                   | M     | 235  | +1:03,539     |
| 9             | Hypercar                  | #36 Alpine Endurance Team                        | Charles Milesi Mick Schumacher Matthieu Vaxivière     | Alpine A424                    | M     | 235  | +1:12,064     |
| 10            | Hypercar                  | #6 Porsche Penske Motorsport                     | Kévin Estre André Lotterer Laurens Vanthoor           | Porsche 963                    | M     | 235  | +1:19,711     |
| 11            | Hypercar                  | #50 Ferrari AF Corse                             | Antonio Fuoco Miguel Molina Nicklas Nielsen           | Ferrari 499P                   | M     | 235  | +1:30,651     |
| 12            | Hypercar                  | #99 Proton Competition                           | Harry Tincknell Neel Jani Julien Andlauer             | Porsche 963                    | M     | 234  | +1 okrążenie  |
| 13            | Hypercar                  | #12 Hertz Team JOTA                              | Will Stevens Callum Ilott Norman Nato                 | Porsche 963                    | M     | 234  | +1 okrążenie  |
| 14            | Hypercar                  | #51 Ferrari AF Corse                             | Alessandro Pier Guidi James Calado Antonio Giovinazzi | Ferrari 499P                   | M     | 233  | +2 okrążenia  |
| 15            | LMGT3                     | #55 Vista AF Corse                               | François Hériau Simon Mann Alessio Rovera             | Ferrari 296 LMGT3              | G     | 214  | +21 okrążeń   |
| 16            | LMGT3                     | #81 TF Sport                                     | Tom van Rompuy Rui Andrade Charlie Eastwood           | Corvette Z06 LMGT3.R           | G     | 214  | +21 okrążeń   |
| 17            | LMGT3                     | #82 TF Sport                                     | Hiroshi Koizumi Sébastien Baud Daniel Juncadella      | Corvette Z06 LMGT3.R           | G     | 214  | +21 okrążeń   |
| 18            | LMGT3                     | #60 Iron Lynx                                    | Claudio Schiavoni Matteo Cressoni Matteo Cairoli      | Lamborghini Huracán LMGT3 Evo2 | G     | 214  | +21 okrążeń   |
| 19            | LMGT3                     | #91 Manthey EMA                                  | Yasser Shahin Morris Schuring Richard Lietz           | Porsche 911 GT3 R LMGT3 (992)  | G     | 214  | +21 okrążeń   |
| 20            | LMGT3                     | #59 United Autosports                            | James Cottingham Nicolas Costa Grégoire Saucy         | McLaren 720S LMGT3 Evo         | G     | 214  | +21 okrążeń   |
| 21            | LMGT3                     | #54 Vista AF Corse                               | Thomas Flohr Francesco Castellacci Davide Rigon       | Ferrari 296 LMGT3              | G     | 214  | +21 okrążeń   |
| 22            | LMGT3                     | #95 United Autosports                            | Josh Caygill Nico Pino Marino Satō                    | McLaren 720S LMGT3 Evo         | G     | 214  | +21 okrążeń   |
| 23            | LMGT3                     | #92 Manthey PureRxcing                           | Alaksandr Małychin Joel Sturm Klaus Bachler           | Porsche 911 GT3 R LMGT3 (992)  | G     | 214  | +21 okrążeń   |
| 24            | LMGT3                     | #85 Iron Dames                                   | Sarah Bovy Rahel Frey Michelle Gatting                | Lamborghini Huracán LMGT3 Evo2 | G     | 214  | +21 okrążeń   |
| 25            | LMGT3                     | #27 Heart Of Racing Team                         | Ian James Daniel Mancinelli Alex Riberas              | Aston Martin Vantage AMR LMGT3 | G     | 214  | +21 okrążeń   |
| 26            | LMGT3                     | #777 D'Station Racing                            | Clément Mateu Erwan Bastard Marco Sørensen            | Aston Martin Vantage AMR LMGT3 | G     | 214  | +21 okrążeń   |
| 27            | LMGT3                     | #31 Team WRT                                     | Darren Leung Sean Gelael Augusto Farfus               | BMW M4 LMGT3                   | G     | 214  | +21 okrążeń   |
| 28            | LMGT3                     | #46 Team WRT                                     | Ahmad Al Harthy Valentino Rossi Maxime Martin         | BMW M4 LMGT3                   | G     | 213  | +22 okrążenia |
| Nie ukończyli |                           |                                                  |                                                       |                                |       |      |               |
|               | Hypercar                  | #63 Lamborghini Iron Lynx                        | Mirko Bortolotti Edoardo Mortara Daniił Kwiat         | Lamborghini SC63               | M     | 200  |               |
| Hypercar      | #94 Peugeot TotalEnergies | Paul di Resta Loïc Duval Stoffel Vandoorne       | Peugeot 9X8                                           | M                              | 179   |      |               |
| LMGT3         | #77 Proton Competition    | Ryan Hardwick Zacharie Robichon Benjamin Barker  | Ford Mustang LMGT3                                    | G                              | 178   |      |               |
| LMGT3         | #87 Akkodis ASP Team      | Takeshi Kimura Esteban Masson José María López   | Lexus RC F LMGT3                                      | G                              | 176   |      |               |
| Hypercar      | #7 Toyota Gazoo Racing    | Mike Conway Kamui Kobayashi Nyck de Vries        | Toyota GR010 Hybrid                                   | M                              | 175   |      |               |
| LMGT3         | #88 Proton Competition    | Giorgio Roda Giammarco Levorato Dennis Olsen     | Ford Mustang LMGT3                                    | G                              | 148   |      |               |
| Hypercar      | #20 BMW M Team WRT        | Sheldon van der Linde Robin Frijns René Rast     | BMW M Hybrid V8                                       | M                              | 111   |      |               |
| LMGT3         | #78 Akkodis ASP Team      | Arnold Robin Conrad Laursen Kelvin van der Linde | Lexus RC F LMGT3                                      | G                              | 36    |      |               |

1. ↑  Załoga #36 Alpine Endurance Team otrzymała karę czasową w wysokości 5 sekund za kolizję z autem #50 Ferrari AF Corse[15].
2. ↑  Załoga #6 Porsche Penske Motorsport otrzymała dwie kary czasowe, obie w wysokości 5 sekund, za wyprzedzanie poza limitami toru[17] oraz za kolizję z autem #36 Alpine Endurance Team[18].
3. ↑  Załoga #51 Ferrari AF Corse otrzymała karę 4 minut Stop & Go za użycie dwóch opon ponad limit wynoszący 26 sztuk. Kara została zamieniona na odjęcie dwóch okrążeń z liczby pokonanych i doliczenia 1 minuty i 10,89 sekundy do czasu, w którym załoga pokonała wyścig[14].
4. ↑  Załoga #31 Team WRT otrzymała karę przejazdu przez aleję serwisową za kolizję z autem #27 Heart Of Racing Team[16]. Kara została zamieniona na czasową w wysokości 50 sekund[13].

### Statystyki

#### Najszybsze okrążenie
| Klasa    | Kierowca        | Zespół                 | Czas     | Okr. |
| -------- | --------------- | ---------------------- | -------- | ---- |
| Hypercar | Sébastien Buemi | #8 Toyota Gazoo Racing | 1:50,492 | 208  |
| LMGT3    | Matteo Cairoli  | #60 Iron Lynx          | 2:01,914 | 193  |
| Źródło   |                 |                        |          |      |